# Armin Wittneben

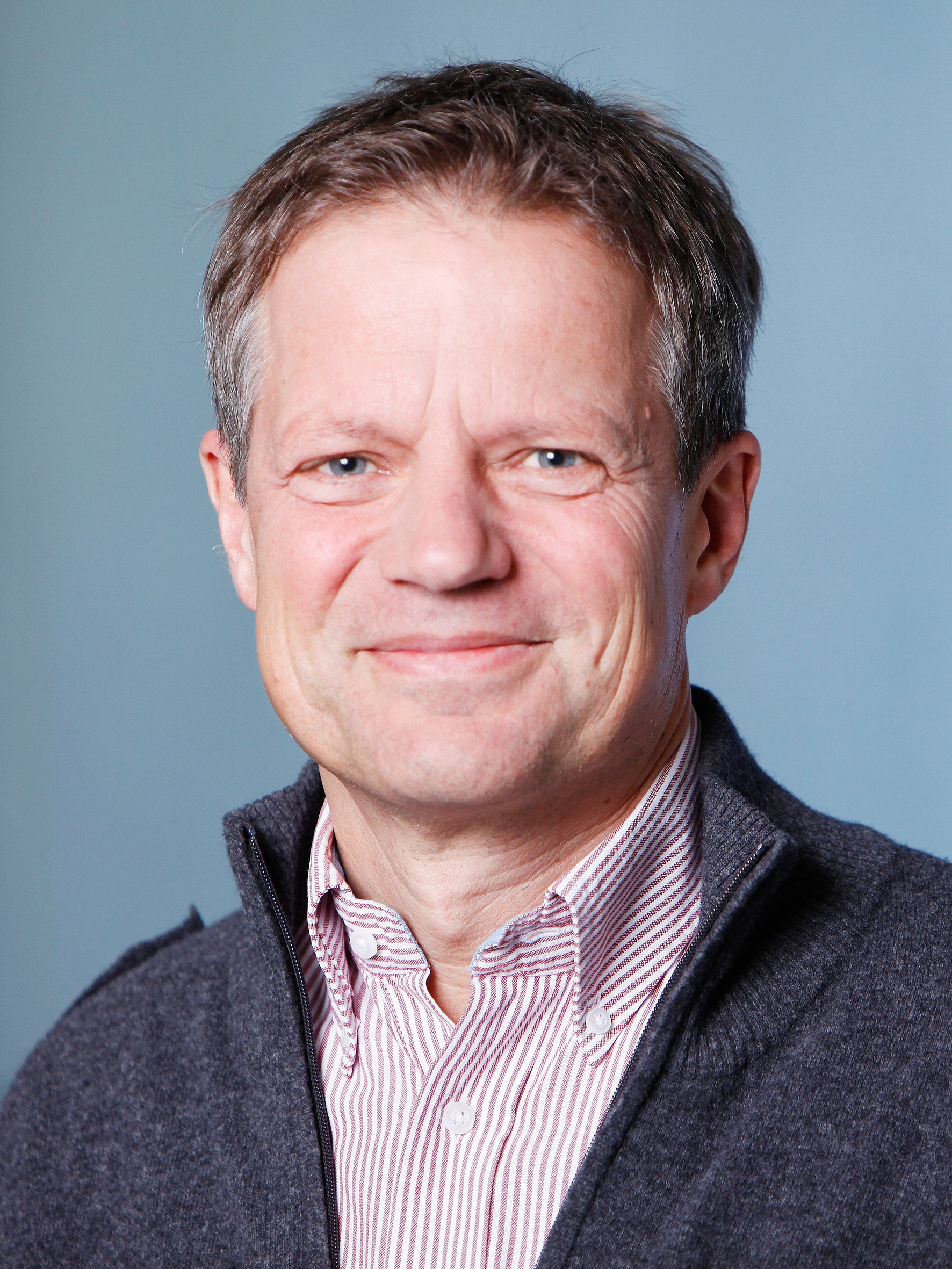
Armin Wittneben (2011)

Armin Wittneben (* 8. Oktober 1957 in Frankfurt am Main) ist ein deutscher Elektroingenieur und Hochschullehrer.

## Biografie
Wittneben studierte Elektrotechnik an der Technischen Hochschule Darmstadt und erhielt das Diplom als Elektroingenieur. Er promovierte an derselben Hochschule (Dr.-Ing.) am Institut für Übertragungstechnik und Elektroakustik im Jahr 1989 mit dem Thema Ein für Störresistenz und einfache nichtkohärente Demodulation optimiertes digitales FM-Verfahren. Von 1989 bis 1998 war er in der Forschungsabteilung der Firma Ascom in der Schweiz tätig und leitete deren Fachbereich Funktechnik. In dieser Zeit hat dieser Fachbereich das schnellste Modem für die Kommunikation über das Niederspannungsverteilnetz (Powerline Communications) entwickelt. Im Jahr 1997 habilitierte sich Armin Wittneben mit dem Thema Diversitätsverfahren in der Mobilkommunikation und bekam von der Technischen Universität Darmstadt die Lehrbefugnis für das Gebiet der Kommunikationstechnik erteilt. Im Jahr 1998 wurde er Professor für Nachrichtentechnik an der Universität des Saarlandes in Saarbrücken. Auf den 1. März 2002 nahm er den Ruf für eine Professur am Institut für Kommunikationstechnik der ETH Zürich als Leiter der Fachgruppe Drahtlose Kommunikation an.

## Schriften
- Eine Zusammenstellung seiner Veröffentlichungen kann eingesehen werden.[3]
- Gläsernes Rückgrat. In: Neue Zürcher Zeitung, 19. September 2012. (Paywall)